# Новий Кракув (Західнопоморське воєводство)
Новий Кракув (пол. Nowy Kraków) — село в Польщі, у гміні Дарлово Славенського повіту Західнопоморського воєводства.
У 1975-1998 роках село належало до Кошалінського воєводства.